# 139
El año 139 (CXXXIX) fue un año común comenzado en miércoles del calendario juliano, en vigor en aquella fecha.
En el Imperio romano el año fue nombrado el del consulado de Adriano y Presente, o menos frecuentemente, como el 892 ab urbe condita, siendo su denominación como 139 a principios de la Edad Media, al establecerse el Anno Domini.

## Acontecimientos
- El emperador Antonino Pío nombra a Marco Aurelio César y lo promete a Faustina la Menor, su hija. Da el mismo título a Lucio Vero, cumpliendo la promesa que le hizo a Adriano de que ambos jóvenes le sucederían. Antonino Pío mantuvo su palabra y Marco Aurelio y Lucio Vero le sucedieron a su muerte, en 161.
- Un fuerte terremoto destruye la ciudad turca de Hösnek.

## Fallecimientos
- Zhang Heng, matemático y astrónomo chino.